# Brian Babilonia
Brian Babilonia, né le 16 septembre 1994 à Mayagüez, est un coureur cycliste portoricain qui a notamment participé à la course en ligne masculine de cyclisme sur route aux Jeux olympiques d'été de 2016.

## Palmarès
- 2015
  -  Champion de Porto Rico sur route espoirs
  - 2e du championnat de Porto Rico du contre-la-montre espoirs
  - 3e du championnat de Porto Rico sur route
- 2016
  - Clásico San Antonio de Padua
- 2021
  - Cronoescalada en Orocovis
  - Vuelta Peñolana

## Classements mondiaux
| Année            | 2015 |
| ---------------- | ---- |
| UCI America Tour | 176e |